# Pots besar la núvia
Pots besar la núvia (títol original: Kiss the Bride) és una pel·lícula de 2002 sobre una família italiana, dirigida per Vanessa Parise. La pel·lícula té lloc a Westerly, Rhode Island, la ciutat natal de la productora/ escriptora/ actriu/ directora Vanessa Parise. Ha estat doblada al català

## Argument
La història se centra al voltant d'una tradicional família de italoamericans amb quatre filles amb personalitats completament diferents. Danni, una de les germanes, està a punt de ser la primera de les germanes a passar per l'altar. Això tindrà lloc si les seves tres germanes no ho aturen. Niki, Chrissy i Toni tornen a casa per al retrobament familiar, que finalment es converteix en un concurs de qui pot més amb l'altre. Niki porta al seu promès jueu, la lesbiana Toni va acompanyada per la seva companya Amy, i Chrissy, qui està massa ocupada per a un xicot, porta el seu nou Porsche. Les germanes anhelen l'aprovació i amor del seu dominant pare.

## Repartiment
- Amanda Detmer: Danisa 'Danni' Sposato
- Brooke Langton: Nikoleta 'Niki' Sposato
- Monet Mazur: Antonia 'Toni' Sposato
- Vanessa Parise: Christina 'Chrissy' Sposato
- Sean Patrick Flanery: Tom Terranova
- Johnathon Schaech: Geoffrey 'Geoff' Brancato
- Alyssa Milano: Amy Kayne
- Johnny Whitworth: Marty Weinberg
- Talia Shire: Irena Sposato
- Burt Young: Santo Sposato